# Jiuba
Jiuba (kinesiska: 九坝, 九坝镇) är en köping i Kina. Den ligger i provinsen Guizhou, i den sydvästra delen av landet, omkring 170 kilometer norr om provinshuvudstaden Guiyang. Antalet invånare är 24052. Befolkningen består av 11 564 kvinnor och 12 488 män. Barn under 15 år utgör 24,0 %, vuxna 15-64 år 66 %, och äldre över 65 år 9,0 %.